# Tomb Raider Reloaded
Tomb Raider Reloaded è un videogioco per iOS e Android appartenente alla serie Tomb Raider. Originariamente annunciato per il 2021, dopo un soft launch in alcuni paesi, il gioco è uscito il 14 febbraio 2023.
Il gioco è giocabile gratuitamente con la possibilità di effettuare acquisti in-game per potenziamenti e outfit; è possibile giocare una versione totalmente gratuita se si dispone di un abbonamento Netflix.

## Trama
La celebre archeologa avventuriera Lara Croft è sulle tracce dello Scion di Atlantide, mitico artefatto dai grandi poteri.

## Modalità di gioco
Tomb Raider Reloaded è ispirato al primo episodio della serie, dal quale recupera le ambientazioni, parte della trama e soprattutto la protagonista Lara Croft, il cui design è qui molto simile a quella delle prime iterazioni piuttosto che a quello adottato per il reboot cominciato con Tomb Raider (2013).
Il gioco presenta elementi roguelike: ogni livello si suddivide in un numero diverso di stanze, generate casualmente dal sistema, piene di trappole e nemici che dovranno essere sconfitti per sbloccare l'accesso alla stanza successiva. Il giocatore deve muovere Lara (inquadrata dall'alto) per sfuggire a trappole e nemici; ogni volta che Lara si ferma in un punto, comincerà autonomamente a sparare contro i nemici più vicini.
I nemici hanno diversi pattern d'attacco e possono lanciare contro Lara proiettili che la feriscono o rallentano; occorrerà perciò sfruttare l'ambiente di gioco per evitare gli attacchi e individuare al contempo il giusto angolo di tiro. Alcune stanze sono invece caratterizzate dall'assenza dei nemici e dalla presenza di una trappola a scorrimento, dalla quale Lara dovrà fuggire per evitare una morte istantanea; in altre stanze, infine, ci sarà un solo boss molto difficile da eliminare e con un numero di punti vita molto alto.
Lara ha a disposizione un certo numero di punti vita che diminuscono se subisce un attacco nemico o incappa in una trappola; a sua disposizione ha delle armi selezionabili prima della partita, e in alcuni casi può rivolgere le trappole e gli attacchi contro i suoi nemici. Se Lara perde tutti i suoi punti vita, la partita termina e il giocatore perde tutti i vantaggi acquisiti, ma gli è concessa una resurrezione gratuita (tre volte al giorno) oppure al costo di un certo numero di gemme. Man mano che il giocatore avanza guadagna punti esperienza, grazie ai quali può sbloccare nuove abilità; in alcuni livelli Lara può incontrare Anaya, personaggio di Tomb Raider: Legend, che le consentirà di scegliere se aumentare temporaneamente i propri punti vita o acquisire nuove abilità; se si supera un livello boss senza subire danni apparirà invece Werner Von Croy, nemico di Tomb Raider: The Last Revelation, il quale le darà l'opportunità di ottenere un'abilità letale in cambio di un certo numero di punti vita. 
Nei livelli è possibile inoltre recuperare nuove armi, rune, reliquie e materiali che servono a potenziare Lara e il suo equipaggiamento; per ottenere alcuni di questi elementi è necessario risolvere appositi enigmi. Non è possibile effettuare un downgrade delle statistiche di Lara, una volta potenziate; si possono invece smontare le armi potenziate per ottenere materiali e reimpiegarli nel potenziamento di altri oggetti.

### Tombe segrete
A partire dal terzo livello, una volta che il giocatore ha completato una location può accedere alle tombe segrete, ossia livelli che riprendono l'ambientazione dei capitoli principali ma con nemici e boss potenziati. Il superamento di questi livelli dà accesso a ricompense speciali.

### Eventi a tempo
Il giocatore ha disposizione alcuni obiettivi che, se soddisfatti quotidianamente o settimanalmente, danno diritto ad alcuni potenziamenti; a cadenza regolare vengono invece proposti degli eventi della durata di alcuni giorni, con in palio premi speciali non ottenibili nel gioco base. Questi eventi possono essere costituiti da arene autonome progettate per l'occasione, oppure richiedere il completamento di alcuni obiettivi o la raccolta di determinati oggetti all'interno del gioco base.